# Rakle
En rakle er en kompakt blomsterstand af reducerede og enkønnede blomster (se f.eks. almindelig hassel). Rakle kaldes en klase eller et aks med særkønnede, nøgne eller med meget lille, enkelt bloster udstyrede blomster.
Pilens rakler kaldes gæslinger, fordi de ligner små dunede fugleunger.